# Suchá Lhota
Suchá Lhota je obec v okrese Svitavy v Pardubickém kraji. Leží západně od Litomyšle. Žije zde 81 obyvatel.

## Historie
První písemná zmínka o vesnici pochází z roku 1559.
Vznik této vesnice nelze určit přesně, je však pravděpodobné, že jako většina jiných obcí i ona povstala z parcelací větších statků přibližně ve 12. století. Ústní podání, jakož i některé doložené důkazy, skutečně potvrzují, že se v dávných dobách z jedné veliké usedlosti utvořilo více, a tím způsobem vesnice vzrůstala.
V roce 1903 měla Suchá Lhota 42 popisných čísel a počet obyvatel byl 216. Podle dochovaných informací byla jakožto osada spojena s osadami Příluka a Chotovice, a tvořili dohromady jednu obec, která nesla název Spojená obec Chotovice. Až tohoto roku provedl tehdejší starosta Josef Abraham ze Suché Lhoty konečné rozdělení, čímž obec dostala svou samostatnost. Její samospráva se skládala z 1 starosty, 2 radních a 6 výborů, celkem měl tedy výbor 9 členů. Jelikož ve vesnici není škola, chodily děti do školy v Javorníku. V roce 1910 byl založen Sbor dobrovolných hasičů, který funguje do dnes. Jeho prvním velitelem byl Josef Bartoš.

## Obyvatelstvo
| Rok            | 1869 | 1880 | 1890 | 1900 | 1910 | 1921 | 1930 | 1950 | 1961 | 1970 | 1980 | 1991 | 2001 | 2011 | 2021 |
| -------------- | ---- | ---- | ---- | ---- | ---- | ---- | ---- | ---- | ---- | ---- | ---- | ---- | ---- | ---- | ---- |
| Počet obyvatel | 198  | 230  | 240  | 234  | 225  | 228  | 208  | 140  | 131  | 111  | 104  | 98   | 90   | 84   | 91   |
| Počet domů     | 35   | 37   | 38   | 38   | 40   | 41   | 41   | 41   | 33   | 29   | 27   | 36   | 37   | 40   | 41   |

## Obecní správa
Mezi lety 1850–1902 Suchá Lhota patřila jako osada obce k Chotovicím v okrese Litomyšl. V letech 1903–1965 byla obcí v okrese Litomyšl (1903–1950) a později v okrese Svitavy. Od 1. ledna 1966 do 31. března 1970 patřila jako část obce k Příluce a od 1. dubna 1970 je opět samostatnou obcí.

### Obecní symboly
Znak a vlajka byly obci uděleny rozhodnutím předsedy Poslanecké sněmovny Parlamentu České republiky dne 4. dubna 2019.

## Galerie

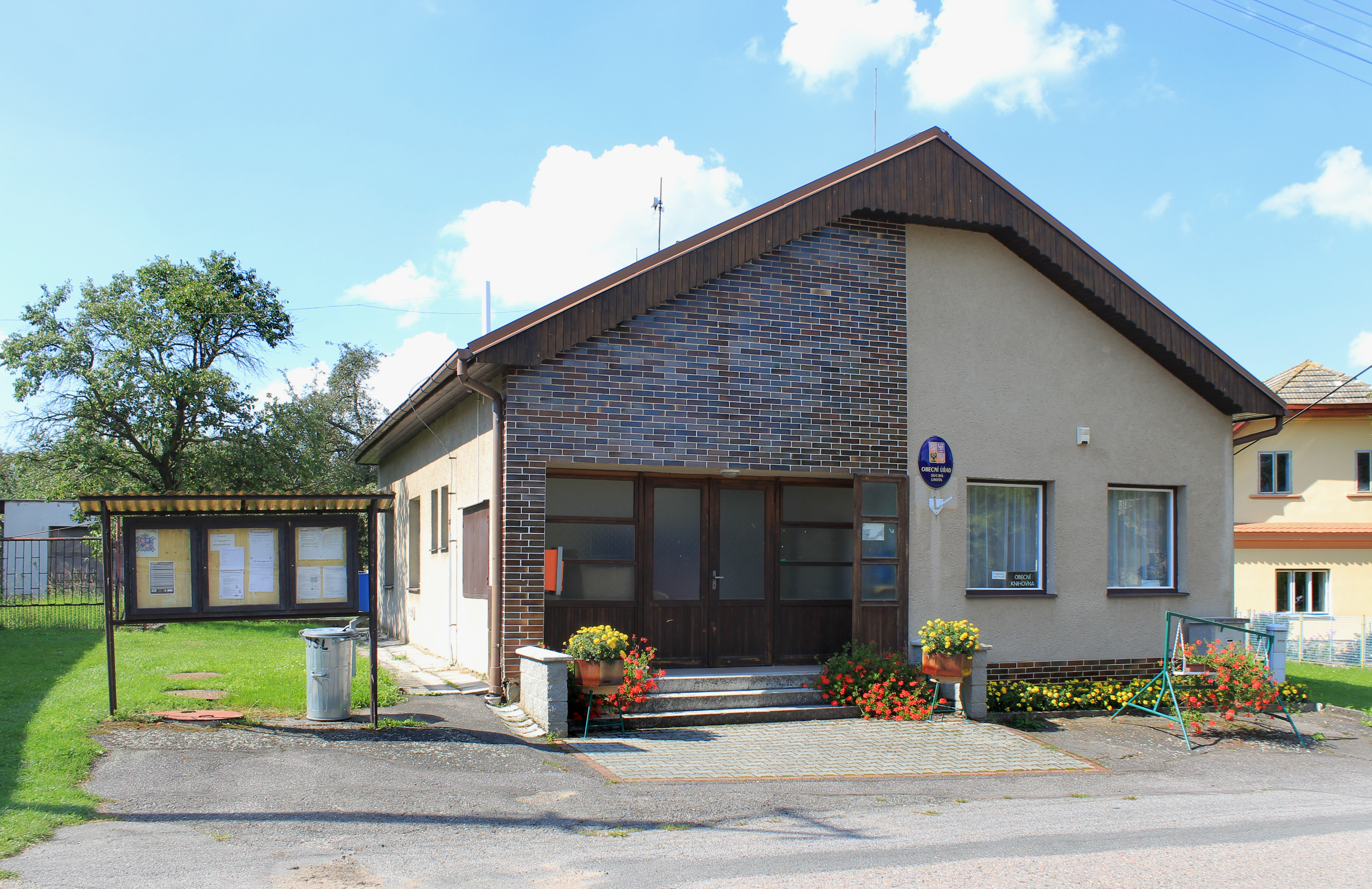
Obecní úřad
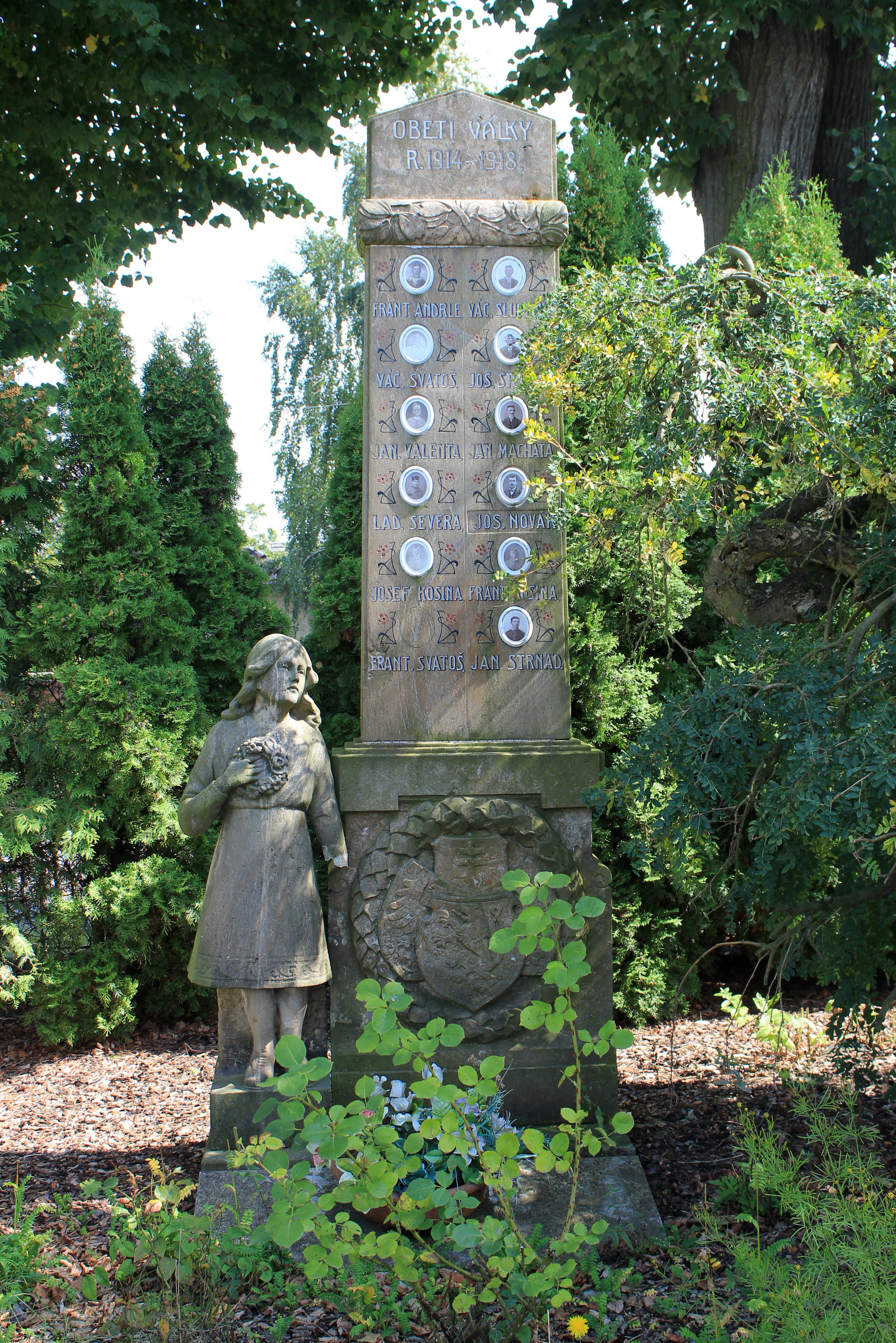
Památník obětem první světové války
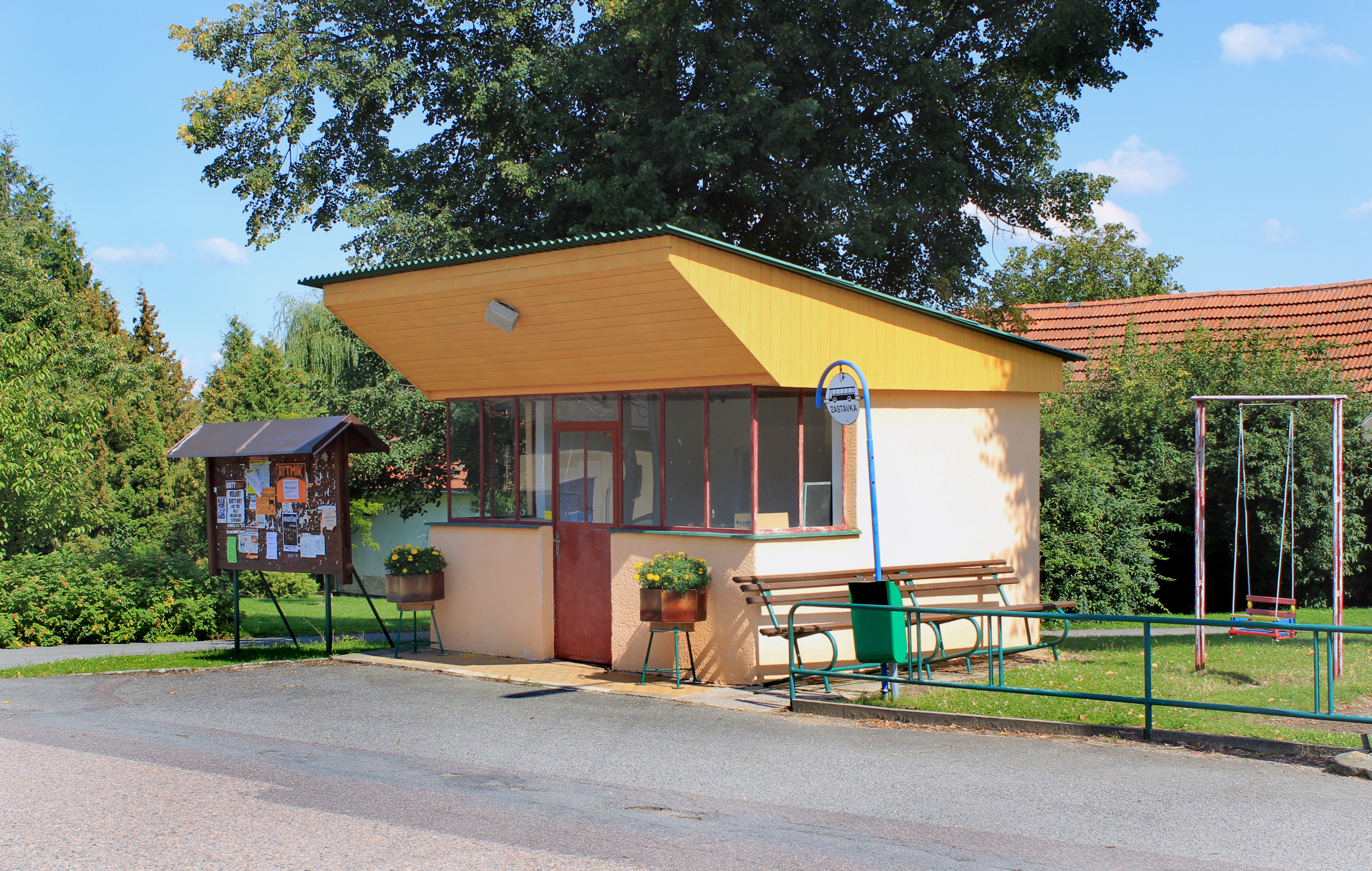
Zastávka